# María (Spanyolország)
María község Spanyolországban, Almería tartományban. Lakosainak száma 1195 fő (2024).

## Földrajza
María Vélez-Blanco, Vélez-Rubio, Chirivel, Orce és Puebla de Don Fadrique községekkel határos.

## Népesség
A település lakosságának változását az alábbi diagram mutatja:
| Lakosok száma | 1643 | 1575 | 1532 | 1464 | 1432 | 1315 | 1294 | 1238 | 1235 | 1195 |
|               | 2001 | 2004 | 2006 | 2009 | 2011 | 2014 | 2016 | 2019 | 2021 | 2024 |